# Klasyfikacja meteorytów
Klasyfikacja meteorytów

## Meteoryty kamienne (aerolity)
– chondryty
1. chondryty węgliste: CI, CM, CV, CO, CK, CR, CH, CB
2. chondryty zwyczajne: H (oliwinowo-bronzytowy), L (oliwinowo-hiperstenowy), LL (oliwinowo-pigeonitowy)
3. chondryty enstatytowe: EH, EL
4. R chondryty (rumurulity)
5. K chondryty (kakangarity)

– metachondryty
1. acapulcoity
2. winonaity
3. brachinity

- achondryty
1. meteoryty marsjańskie: SNC (zawiera nakhlity, shergottyty, chassignity)
2. aubryty
3. ureility
4. angryty
5. HED achondryty (zawiera: howardyty, eukryty, diogenity)
6. lunaity

## Meteoryty żelazno-kamienne (syderolity)
– pallasyty
1. Mine Group Pallasites (MGP
2. Eagle Station
3. pallasyty piroksenowe

– mezosyderyty
1. 1
2. 2
3. 3
4. 4

## Meteoryty żelazne (syderyty)
– heksaedryty (do 6,5% zawartości niklu)
1. IIA
2. IAB
3. IC
4. IIB
5. IIC
6. IIC
7. IIE
8. IIF
9. IIG

– oktaedryty (do 13-14% zawartości niklu)
1. IIIAB
2. IIICD
3. IIIE
4. IIIF
5. IVA

– ataksyty (27<% niklu)
1. IVB

Nowsze klasyfikacje meteorytów
W nowszych klasyfikacjach (np. strona PTM) wskazuje się, że bardziej właściwy jest podział na chondryty (powstałe wskutek osadzania ziaren, ich scementowania i ogrzania lecz bez przetopienia), achondryty prymitywne (powstałe wskutek przetopienia) oraz achondryty (powstałe wskutek przetopienia i dyferencjacji). W takiej klasyfikacji meteoryty żelazne i kamienno-żelazne są achondrytami prymitywnymi lub achondrytami.